# Jean Isnard
Jean Isnard est un directeur de la photographie français, né le 27 septembre 1901 à Paris 6e, ville où il est mort dans le 15e arrondissement le 23 septembre 1976 .

## Biographie
Jean Isnard, Jean Jacques Paul Isnard de son nom complet, a fait carrière au cinéma, comme chef-opérateur, entre 1928 et 1961, sur environ 70 films français et coproductions.

## Filmographie complète
- 1928 : Les Rigolos de Jacques Séverac (court métrage)
- 1929 : Ces dames aux chapeaux verts d'André Berthomieu
- 1929 : Le Crime de Sylvestre Bonnard d'André Berthomieu
- 1929 : Rapacité d'André Berthomieu
- 1930 : Sirocco de Jacques Séverac
- 1931 : Mon ami Victor d'André Berthomieu
- 1931 : Jean de la Lune de Jean Choux
- 1931 : Pas un mot à ma femme d'André Chotin (court métrage)
- 1931 : Coquecigrole d'André Berthomieu
- 1932 : Aux urnes, citoyens ! de Jean Hémard
- 1932 : Le Crime du chemin rouge (ou Mort d'homme) de Jacques Séverac
- 1932 : Barranco, Ltd d'André Berthomieu
- 1932 : Razzia de Jacques Séverac
- 1932 : Le Crime du Bouif d'André Berthomieu
- 1933 : Plein aux as de Jacques Houssin
- 1933 : Les Ailes brisées d'André Berthomieu
- 1933 : Colomba de Jacques Séverac
- 1933 : Mademoiselle Josette, ma femme d'André Berthomieu
- 1934 : Les Suites d'un premier lit, moyen métrage de Félix Gandéra
- 1934 : N'aimer que toi d'André Berthomieu
- 1934 : Le Mystère Imberger (ou Le Spectre de M. Imberger) de Jacques Séverac
- 1934 : Le Secret d'une nuit de Félix Gandéra
- 1934 : La Femme idéale d'André Berthomieu
- 1935 : Marie des Angoisses de Michel Bernheim
- 1935 : Bourrasque (ou Moghreb) de Pierre Billon
- 1935 : Le Bébé de l'escadron (ou Quand la vie était belle) de René Sti
- 1935 : Les Mystères de Paris de Félix Gandéra
- 1936 : La Tentation de Pierre Caron
- 1936 : La Flamme d'André Berthomieu
- 1936 : Mayerling d'Anatole Litvak
- 1936 : Le Roman d'un spahi de Michel Bernheim
- 1936 : La Dame de Vittel de Roger Goupillières
- 1936 : La vie est à nous de Jean Renoir, Jacques Becker et autres
- 1937 : L'Habit vert de Roger Richebé
- 1937 : Le Club des aristocrates de Pierre Colombier
- 1937 : Police mondaine (ou Ceux de la mondaine) de Michel Bernheim
- 1937 : La Vie d'un homme de Jean-Paul Le Chanois
- 1938 : L'Ange que j'ai vendu de Michel Bernheim
- 1938 : Prisons de femmes de Roger Richebé
- 1939 : Coups de feu (ou Duels) de René Barberis
- 1941 : La Nuit de décembre de Kurt Bernhardt
- 1941 : Madame Sans-Gêne de Roger Richebé
- 1942 : Croisières sidérales d'André Zwobada
- 1942 : L'Homme qui joue avec le feu de Jean de Limur
- 1942 : Le Mariage de Chiffon de Claude Autant-Lara
- 1943 : Marie-Martine d'Albert Valentin
- 1943 : Une étoile au soleil d'André Zwobada
- 1943 : Madame et le Mort de Louis Daquin
- 1943 : Domino de Roger Richebé
- 1944 : Le Bal des passants (ou Le Camélia blanc) de Guillaume Radot
- 1945 : Bifur 3 de Maurice Cam
- 1946 : Les Malheurs de Sophie de Jacqueline Audry
- 1946 : La Rose de la mer de Jacques de Baroncelli
- 1946 : Coïncidences de Serge Debecque
- 1950 : La Ville indomptée (Robinson Warszawski) de Jerzy Zarzycki
- 1951 : Le Choix le plus simple, court métrage d'Henri Aisner
- 1951 : Avignon, bastion de la Provence (documentaire, réalisateur non-connu)
- 1951 : Les miracles n'ont lieu qu'une fois d'Yves Allégret
- 1952 : L'Amour, Madame de Gilles Grangier
- 1952 : Les Hommes de la nuit, court métrage de Henri Fabiani
- 1953 : Un trésor de femme de Jean Stelli
- 1954 : Sidi Bel Abbès de Jean Alden-Delos
- 1954 : Le Feu dans la peau de Marcel Blistène
- 1955 : Le Couteau sous la gorge de Jacques Séverac
- 1955 : Gueule d'ange de Marcel Blistène
- 1957 : Les Violents de Henri Calef
- 1957 : Sylviane de mes nuits de Marcel Blistène
- 1958 : La Fille de feu d'Alfred Rode
- 1959 : Les Tripes au soleil de Claude Bernard-Aubert
- 1959 : Match contre la mort de Claude Bernard-Aubert
- 1960 : Tête folle de Robert Vernay
- 1961 : Le Comte de Monte-Cristo de Claude Autant-Lara